# Battleground 9: Chickamauga
Battleground 9: Chickamauga (anche conosciuto come Chickamauga: Battleground IX oppure Battleground IX: Chickamauga) è un videogioco di strategia a turni bidimensionale ambientato in USA durante la guerra civile americana e basato sulla battaglia di Chickamauga (fiume nello stato del Tennessee), sviluppato da TalonSoft e distribuito nell'anno 1999 per Windows.
Questo è il nono titolo della serie Battleground della stessa casa di sviluppo.

## Modalità di gioco
Lo scenario di battaglia per il gioco in singolo (con vari livelli di difficoltà) presenta la scelta tra: Nordisti e Sudisti; inoltre si ha a disposizione un editor di mappe e scenari.
Questi sono poi utilizzabili sia per il gioco in gruppo in due con il modem, che in singolo contro il computer come schermaglia "skirmish".